# Paul Fletcher
Paul William Fletcher, né le 16 janvier 1965, est un homme politique du Parti libéral d'Australie, ministre des Communications, de la Cybersécurité et des Arts depuis 2019, et député de Bradfield depuis 2009.
Il a été secrétaire parlementaire du ministre des Communications entre septembre 2013 et septembre 2015 du Gouvernement Abbott et entre septembre 2015 et juillet 2016, il a été ministre des Grands Projets, des Territoires et des Gouvernements locaux (en). Il a été brièvement ministre des territoires, des collectivités locales et des grands projets entre octobre et décembre 2017. Il a été ministre de l'infrastructure urbaine et des villes de juillet 2016 à août 2018 du Gouvernement Turnbull II et ministre de la famille et des services sociaux (en) du Gouvernement Morrison.